# Куц Євген Олександрович
Євге́н (Євгеній) Олекса́ндрович Ку́ц — капітан Збройних сил України, учасник російсько-української війни.

## З життєпису
Станом на 2018 рік — заступник військового комісара — начальник мобілізаційного відділення, Скадовський районний військовий комісаріат.

## Нагороди
За особисту мужність, сумлінне та бездоганне служіння Українському народові, зразкове виконання військового обов'язку відзначений — нагороджений
- 10 жовтня 2015 року — орденом Богдана Хмельницького III ступеня.